# Peer Gynt
Peer Gynt este o piesă de teatru în versuri de cinci acte scrisă de dramaturgul norvegian Henrik Ibsen, publicată în 1867. A fost scrisă în limba daneză - limba comună scrisă a Danemarcei și Norvegiei în viața lui Ibsen. Este una dintre piesele norvegiene cele mai interpretate. Este vag bazată pe un basm norvegian denumit Per Gynt. Autorul s-a mai inspirat și după o culegere de povești norvegiene a lui Peter Christen Asbjørnsen, Huldre-Eventyr og Folkesagn din 1845.

## Vezi și
- Listă de piese de teatru norvegiene